# Seito Shokun!
Seito Shokun! (яп. 生徒諸君！ сэйто сёкун, неоф. рус. «Дорогие мои ученики!») — комедийная манга Ёко Сёдзи о жизни школьницы Наоко Китасиро, выходившая в журнале для девочек Shojo Friend с 1977 по 1984 год. В общей сложности издательством «Коданся» было опубликовано 24 тома манги между февралем 1978 и июнем 1985 года В 1978 году Seito Shokun! завоевала премию манги «Коданся» в категории «сёдзё».
В сентябре 1983 года был выпущен дополнительный однотомный спин-офф Seito Shokun! Gaiden (яп. 生徒諸君！外伝), а в декабре 1995-марте 1996 года манга была переиздана в 12 томах Аниме-адаптация Seito Shokun! Kokoro ni Midori no Neckerchief o (яп. 生徒諸君！　心に緑のネッカチーフを) в формате OVA, созданная на студии Ashi Productions, была показана по Fuji TV 23 февраля 1986 года. С 2004 года выходит продолжение манги под названием Seito Shokun! Kyoshi-hen (яп. 生徒諸君！教師編). В нём Наоко становится учителем. Эта работа выходит в журнале для взрослой женской аудитории Be Love. В 2007 году по мотивам Kyoshi-hen была создана дорама.